# 科瓦奇·米克洛什
科瓦奇·米克洛什（匈牙利語：Kovács Miklós，1911年12月29日—1977年7月7日），罗马尼亚语名尼古拉·科瓦奇（羅馬尼亞語：Nicolae Kovács），匈牙利、罗马尼亚男子足球运动员，司职前锋。他曾代表罗马尼亚参加1930年、1934年和1938年国际足联世界杯。